# Ultimatum - ultimele zile ale unui război atomic
Ultimatum - ultimele zile ale unui război atomic (având titlul original Level 7 - în română Nivelul 7) este un roman science fiction publicat în 1959 de către Mordecai Roshwald. 
Manuscrisul a fost propus inițial unor edituri din Statele Unite ale Americii, însă a fost refuzat; a fost publicat pentru prima oară în 1959 la editura Heinemann din Londra și în anul următor de către McGraw Hill Book Company în SUA. Prima ediție a fost tipărită cu dedicația Pentru Dwight și Nikita.
Romanul a fost tradus în numeroase limbi respectându-se titlul original, cu excepția traducerilor în limba germană (Das Ultimatum) și limba română.

## Rezumat
Romanul este conceput ca un jurnal scris de ofițerul-declanșator X-127, care are misiunea de a păzi sistemul de control electronic al rachetelor intercontinentale, conceput pentru a declanșa al Treilea Război Mondial. Sistemul de control electronic este situat într-un adăpost antiatomic subteran amenajat la 4.000 de picioare adâncime și a fost construit pentru a rezista la cele mai devastatoare atacuri și pentru a fi autonom timp de cinci secole. 
Personalul repartizat acestui sector este selectat în funcție de un profil psihologic ce asigură disponibilitatea sa de a acționa comenzile de lansare a rachetelor intercontinentale purtătoare de bombe nucleare ce pot distruge toata viața de pe Pământ. Personalul trimis la nivelul 7 nu se mai întoarce niciodată la suprafață.
Celelalte șase nivele, aflate la adâncimi diferite, fuseseră construite sau trebuiau să fie construite înaintea declanșării războiului. Acestea trebuiau să permită adăpostirea tuturor locuitorilor țării, în funcție de poziția lor socială: imensa majoritate a locuitorilor beneficiau de adăposturile de la nivelul 1, situate la cea mai mică adâncime, spre deosebire de conducătorii politici care dispuneau de adăposturile de la nivelul 6, aflat în partea cea mai de jos a adăpostului deasupra nivelului 7. 

## Analiza
Cartea este scrisă ca un jurnal, autorul acestuia folosind noile nume care sunt acordate locuitorilor nivelului 7 (coduri alfanumerice ce corespund profesiei și statutului marital în locul numelor proprii). Referințele geografice sunt inexistente, iar referirile făcute la societatea de la suprafață, precum și la democrație, sunt prezentate astfel încât să fie aplicabile ambelor puteri nucleare din perioada Războiului Rece, astfel încât cititorului îi este imposibil să determine cărei puteri îi aparține autorul jurnalului. 
Declanșarea războiului, ca urmare a unei erori făcute de calculatoarele care detectau exploziile nucleare, a dus la distrugerea reciprocă a celor două superputeri și, în final, a întregii umanități, conform doctrinei distrugerii reciproce asigurate susținute de politicienii aflați de ambele părți ale Cortinei de Fier. 

## Aprecieri critice
- In some ways this story gives the most realistic picture of nuclear war that I have read in any work of fiction.
(Într-un fel această poveste oferă cea mai realistă imagine a războiului nuclear pe care am citit-o într-o lucrare de ficțiune.)
Linus Pauling[2]

- It is easily the most powerful attack on the whole nuclear madness that any creative writer has made thus far.
Este cu ușurință cel mai puternic atac asupra întregii nebunii nucleare pe care orice scriitor creativ l-a făcut până acum.
J.B. Priestley[2]

- Eventually, I believe, Roshwald’s remorseless apocalypse will be recognized as one of the masterpieces of anti-utopian literature.
În cele din urmă, cred că apocalipsa necruțătoare a lui Roshwald va fi recunoscută ca una din capodoperele literaturii antiutopice.
Howard Bruce Franklin[2]

## Ediții în limba română
Ultimatum - ultimele zile ale unui război atomic, traducerea Dan Hogea, coperta Valentina Boroș, Editura Politică, București, 1980, 190 pagini.

## Traduceri în alte limbi
Daneză
Zone 7, traducerea Niels Brunse, Hekla, København, 1983, OCLC 466547144
Franceză
Niveau 7, traducerea Eliane Bricard, Éditions Julliard, Paris, Imprimerie du Nord, Condé-sur-l'Escaut, Franța, 1960, OCLC 460179626
Germană
Das Ultimatum, traducerea Heinz Bingenheimer, coperta Eyke Volkmer, Goldmanns Zukunftsromane n° 27, Goldmann Verlag, München, 1962, OCLC 73705556
Italiană
Livello 7, traducerea Beata della Frattina, coperta Carlo Jacono, I Romanzi di Urania n° 221, Arnoldo Mondadori Editore, Italia, 1960, OCLC 797180640
Maghiară
A szint hetedik, traducerea Sándor Bars, coperta Tibor Pataki, Móra Kiadó, Budapesta, 1988, ISBN 9631163059
Olandeză
Min 7, traducerea Jan Hardenberg, coperta Sanden, Westfriesland Hoorn, Țările de Jos, 1960
Polonă
Poziom 7, traducerea Szarek Tomasz, IPS Wydawnictwo, Polonia, 2010, ISBN 978-83-9287-730-1
Portugheză
Plano Sete, traducerea Alfredo Margarido, Colecção Argonauta n° 75, Ed. Livros do Brasil, Brazilia, 1963
Spaniolă
Nivel 7, traducerea Anibal Leal, Fantaciencia n° 14, Fabril Editor, Argentina, 1961, OCLC 807854596
Suedeză
Nivå 7, traducerea Ingemar Lindblad, Gummesson, Stockholm, 1962, OCLC 186435819

## Adaptări
„Level 7”, episodul 4 din sezonul 2 al seriei engleze Out of the Unknown, difuzat pe 27 octombrie 1966 (scenarist John Boynton Priestley, regizor Rudolph Cartier).